# Ossolazione
L'ossolazione è una reazione della chimica inorganica che porta alla formazione di poliossometallati in soluzione acquosa. 
La reazione alternativa è chiamata olazione e porta alla formazione di un idrosso-dimero.
L'ossolazione e l'olazione sono responsabili della formazione di molti materiali naturali e sintetici. 
Tali materiali sono solitamente polimeri insolubili.
Le due reazioni sono alla base della sintesi degli ossi-idrossidi metallici solidi a partire da ioni metallici in soluzione acquosa, e sono di grande considerazione nella chimica dolce.
Questa è una reazione di condensazione tra due complessi metallici coordinati da leganti di idrossido (HO-):
2 [MLn(OH)]z → [LnM-O-MLn]2z + H2O
M rappresenta il metallo, L è un osso o un gruppo idrossido mentre z è la carica del complesso.
Quando il complesso formato è nullo (z = 0), può diventare il precursore di carica zero per la formazione di ossi-idrossidi metallici solidi. Tale processo è chiamato policondensazione.
Altrimenti, si otterranno polianioni.

## Meccanismo
L'ossolazione presenta un meccanismo associativo in più fasi:
- Fase I: Un gruppo idrossido di un complesso si addiziona su un altro complesso metallico, a cui la valenza aumenta di un'unità:

2 [MLn(OH)]z → [LnM-OH-MLn(OH)]2z
- Fase II: Riarrangiamento rapido della molecola formata: μ2OH-→μ2-O (μ2 significa è il ligando ponte) e forma un ligando aquo (H2 0) dalla protonazione di un gruppo idrossido:

[LnM-OH-MLn(OH)]2z → [LnM-O-MLn(OH2)]2z
- Fase 3: eliminazione di una molecola d'acqua (deidratazione):

[LnM-O-MLn(OH2)]2z → [LnM-O-MLn]2z + H20